# 梅宅
梅宅，位於江苏省昆山市周庄镇梅堰浜，是一处昆山市文物保护单位。

## 历史
梅宅建于民国末年，现存前后三进，分别为门楼、前厅、楼厅。

## 保护
2009年9月，梅宅公布为第四批昆山市文物保护单位。